# Football League Two 2018-2019
La EFL League Two 2018-2019, conosciuta anche con il nome di Sky Bet League Two per motivi di sponsorizzazione, è stato il 61º campionato inglese di calcio di quarta divisione, nonché il 15º con la denominazione di League Two. 
La stagione regolare ha avuto inizio il 4 agosto 2018 e si è conclusa il 4 maggio 2019, mentre i play off si sono svolti tra il 9 ed il 25 maggio 2019. Ad aggiudicarsi la vittoria è stato il Lincoln City, che dopo quarantatré anni è riuscito a vincere il secondo titolo di quarta divisione della sua storia ed a ritornare dopo ventuno stagioni nella serie superiore. Le altre tre promozioni in Football League One, sono state invece conseguite dal Bury (2º classificato), dal Milton Keynes Dons (3º classificato) e dal neopromosso Tranmere Rovers (vincitore dei play off). 
Capocannoniere del torneo è stato James Norwood (Tranmere Rovers) con 29 reti.

## Stagione

### Novità
Al termine della stagione precedente, insieme ai campioni di lega dell'Accrington Stanley (al primo titolo di quarta serie della loro storia), salirono direttamente in Football League One anche il Luton Town (2º classificato) ed il Wycombe Wanderers (3º classificato). Mentre il Coventry City, 6º classificato, raggiunse la promozione attraverso i play-off. Il Barnet ed il Chesterfield (quest'ultimo alla seconda retrocessione consecutiva, si ritrovò dopo novantasei anni fuori dalla Football League), che occuparono le ultime due posizioni della classifica, non riuscirono invece a mantenere la categoria e scesero in National League.
Queste sei squadre furono rimpiazzate dalle quattro retrocesse dalla Football League One: Oldham Athletic (relegato dopo quarantanove anni nel quarto livello del calcio inglese), Northampton Town, Milton Keynes Dons e Bury e dalle due promosse provenienti dalla National League: Macclesfield Town e Tranmere Rovers.

### Formula
Le prime tre classificate venivano promosse direttamente in Football League One, insieme alla vincente dei play off a cui partecipavano le squadre giunte dal 4º al 7º posto. Mentre le ultime due classificate retrocedevano in National League.

## Squadre partecipanti
| Squadra             | Stagione | Città                    | Stadio                       | Stagione precedente                     |
| ------------------- | -------- | ------------------------ | ---------------------------- | --------------------------------------- |
| Bury                | dettagli | Bury                     | Gigg Lane                    | 24º posto in EFL League One, retrocesso |
| Cambridge United    | dettagli | Cambridge                | Abbey Stadium                | 12º posto in EFL League Two             |
| Carlisle United     | dettagli | Carlisle                 | Brunton Park                 | 10º posto in EFL League Two             |
| Cheltenham Town     | dettagli | Cheltenham               | Whaddon Road                 | 17º posto in EFL League Two             |
| Colchester United   | dettagli | Colchester               | Colchester Community Stadium | 13º posto in EFL League Two             |
| Crawley Town        | dettagli | Crawley                  | Broadfield Stadium           | 14º posto in EFL League Two             |
| Crewe Alexandra     | dettagli | Crewe                    | Alexandra Stadium            | 15º posto in EFL League Two             |
| Exeter City         | dettagli | Exeter                   | St James Park                | 4º posto in EFL League Two              |
| Forest Green Rovers | dettagli | Nailsworth               | The New Lawn                 | 21º posto in EFL League Two             |
| Grimsby Town        | dettagli | Grimsby                  | Blundell Park                | 18º posto in EFL League Two             |
| Lincoln City        | dettagli | Lincoln                  | Sincil Bank                  | 7º posto in EFL League Two              |
| Macclesfield Town   | dettagli | Macclesfield             | Moss Rose                    | 1º posto in National League, promosso   |
| Mansfield Town      | dettagli | Mansfield                | Field Mill                   | 8º posto in EFL League Two              |
| Milton Keynes Dons  | dettagli | Milton Keynes            | Stadium:mk                   | 23º posto in EFL League One, retrocesso |
| Morecambe           | dettagli | Morecambe                | Globe Arena                  | 22º posto in EFL League Two             |
| Newport County      | dettagli | Newport                  | Rodney Parade                | 11º posto in EFL League Two             |
| Northampton Town    | dettagli | Northampton              | Sixfields Stadium            | 22º posto in EFL League One, retrocesso |
| Notts County        | dettagli | Nottingham               | Meadow Lane                  | 5º posto in EFL League Two              |
| Oldham Athletic     | dettagli | Oldham                   | Boundary Park                | 21º posto in EFL League One, retrocesso |
| Port Vale           | dettagli | Stoke-on-Trent (Burslem) | Vale Park                    | 20º posto in EFL League Two             |
| Stevenage           | dettagli | Stevenage                | Broadhall Way                | 16º posto in EFL League Two             |
| Swindon Town        | dettagli | Swindon                  | County Ground                | 9º posto in EFL League Two              |
| Tranmere Rovers     | dettagli | Birkenhead               | Prenton Park                 | 2º posto in National League, promosso   |
| Yeovil Town         | dettagli | Yeovil                   | Huish Park                   | 19º posto in EFL League Two             |

## Classifica finale
|  | Pos. | Squadra           | Pt | G  | V  | N  | P  | GF | GS | DR  |
|  | ---- | ----------------- | -- | -- | -- | -- | -- | -- | -- | --- |
|  | 1.   | Lincoln City      | 85 | 46 | 23 | 16 | 7  | 73 | 43 | +30 |
|  | 2.   | Bury              | 79 | 46 | 22 | 13 | 11 | 82 | 56 | +26 |
|  | 3.   | MK Dons           | 79 | 46 | 23 | 10 | 13 | 71 | 49 | +22 |
|  | 4.   | Mansfield Town    | 76 | 46 | 20 | 16 | 10 | 69 | 41 | +28 |
|  | 5.   | Forest Green      | 74 | 46 | 20 | 14 | 12 | 68 | 47 | +21 |
|  | 6.   | Tranmere          | 73 | 46 | 20 | 13 | 13 | 63 | 50 | +13 |
|  | 7.   | Newport County    | 71 | 46 | 20 | 11 | 15 | 59 | 59 | 0   |
|  | 8.   | Colchester Utd    | 70 | 46 | 20 | 10 | 16 | 65 | 53 | +12 |
|  | 9.   | Exeter City       | 70 | 46 | 19 | 13 | 14 | 60 | 49 | +11 |
|  | 10.  | Stevenage         | 70 | 46 | 20 | 10 | 16 | 59 | 55 | +4  |
|  | 11.  | Carlisle Utd      | 68 | 46 | 20 | 8  | 18 | 67 | 62 | +5  |
|  | 12.  | Crewe Alexandra   | 65 | 46 | 19 | 8  | 19 | 60 | 59 | +1  |
|  | 13.  | Swindon Town      | 64 | 46 | 16 | 16 | 14 | 59 | 56 | +3  |
|  | 14.  | Oldham Athletic   | 62 | 46 | 16 | 14 | 16 | 67 | 60 | +7  |
|  | 15.  | Northampton Town  | 61 | 46 | 14 | 19 | 13 | 64 | 63 | +1  |
|  | 16.  | Cheltenham Town   | 57 | 46 | 15 | 12 | 19 | 57 | 68 | -11 |
|  | 17.  | Grimsby Town      | 56 | 46 | 16 | 8  | 22 | 45 | 56 | -11 |
|  | 18.  | Morecambe         | 54 | 46 | 14 | 12 | 20 | 54 | 70 | -16 |
|  | 19.  | Crawley Town      | 53 | 46 | 15 | 8  | 23 | 51 | 68 | -17 |
|  | 20.  | Port Vale         | 49 | 46 | 12 | 13 | 21 | 39 | 55 | -16 |
|  | 21.  | Cambridge Utd     | 47 | 46 | 12 | 11 | 23 | 40 | 66 | -26 |
|  | 22.  | Macclesfield Town | 44 | 46 | 10 | 14 | 22 | 48 | 74 | -27 |
|  | 23.  | Notts County      | 41 | 46 | 9  | 14 | 23 | 48 | 84 | -36 |
|  | 24.  | Yeovil Town       | 40 | 46 | 9  | 13 | 24 | 41 | 66 | -25 |

Legenda:
      Promosso in EFL League One 2019-2020.
  Ammesso ai play-off.
      Retrocesso in National League 2019-2020.
Regolamento:
Tre punti a vittoria, uno a pareggio, zero a sconfitta.
In caso di arrivo di due o più squadre a pari punti, la graduatoria verrà stilata secondo i seguenti criteri:
- differenza reti
- maggior numero di gol segnati
- classifica avulsa
- spareggio

## Spareggi

### Play-off

#### Tabellone
|  | Semifinali | Semifinali           | Semifinali | Semifinali | Semifinali |  |  | Finale | Finale         | Finale |  |
|  |            |                      |            |            |            |  |  |        |                |        |  |
|  | 7          | Newport C. (5-3 dcr) | 1          | 0          | 1          |  |  |        |                |        |  |
|  | 4          | Mansfield Town       | 1          | 0          | 1          |  |  | 7      | Newport County | 0      |  |
|  | 6          | Tranmere             | 1          | 1          | 2          |  |  | 6      | Tranmere       | 1      |  |
|  | 5          | Forest Green         | 0          | 1          | 1          |  |  |        |                |        |  |

#### Semifinali

##### Andata
| Arbitro: | Breakspear |

|           |           |              |
| Amond 83’ | Marcatori | 12’ Hamilton |

| Arbitro: | Busby |

|           |           |  |
| Banks 26’ | Marcatori |  |

##### Ritorno
| Arbitro: | Salisbury |

|                               |                      |                                    |
| Ajose Hamilton Walker Benning | Tiri di rigore 3 – 5 | Butler Amond Demetriou Poole Dolan |

| Arbitro: | Ilderton |

|           |           |             |
| Mills 12’ | Marcatori | 27’ Norwood |

#### Finale
| Arbitro: | Joyce |

|  |           |               |
|  | Marcatori | 119’ Jennings |

## Statistiche

### Squadre

#### Primati stagionali
Squadre
- Maggior numero di vittorie: Lincoln City e Milton Keynes Dons (23)
- Minor numero di vittorie: Notts County e Yeovil Town (9)
- Maggior numero di pareggi: Northampton Town (19)
- Minor numero di pareggi: Carlisle, Crewe Alexandra, Grimsby Town e Carwley Town (8)
- Maggior numero di sconfitte: Yeovil Town (24)
- Minor numero di sconfitte: Lincoln City (7)
- Miglior attacco: Bury (82)
- Peggior attacco: Port Vale (39)
- Miglior difesa: Mansfield Town (41)
- Peggior difesa: Notts County (84)
- Miglior differenza reti: Lincoln City (+30)
- Peggior differenza reti: Notts County (-36)

Partite
- Partita con maggiore scarto di gol: Crewe Alexandra-Morecambe 6-0, Colchester-Crewe Alexandra 0-6, Newport County-Yeovil Town 0-6, Carlisle United-Oldham Athletic 6-0 e MK Dons-Cambridge United 6-0. (6)
- Partita con più reti: Port Vale-Lincoln City 2-6 (8)

### Individuali

#### Classifica marcatori
| Gol | Rigori |  | Giocatore        | Squadra             |
| --- | ------ |  | ---------------- | ------------------- |
| 29  | 1      |  | James Norwood    | Tranmere Rovers     |
| 22  | 3      |  | Tyler Walker     | Mansfield Town      |
| 20  | 3      |  | Kieran Agard     | MK Dons             |
| 20  |        |  | Nicky Maynard    | Bury                |
| 17  | 2      |  | Chuks Aneke      | MK Dons             |
| 16  |        |  | Jayden Stockley  | Exeter City         |
| 16  |        |  | Jay O'Shea       | Bury                |
| 15  | 8      |  | John Akinde      | Lincoln City        |
| 14  | 3      |  | Kane Hemmings    | Notts County        |
| 14  | 3      |  | Ollie Palmer     | Crawley Town        |
| 14  | 2      |  | Luke Varney      | Cheltenham Town     |
| 14  | 1      |  | Pádraig Amond    | Newport County      |
| 14  |        |  | Hallam Hope      | Carlisle United     |
| 14  |        |  | Christian Doidge | Forest Green Rovers |
| 14  |        |  | Jamille Matt     | Newport County      |
| 13  | 8      |  | Michael Doughty  | Swindon Town        |
| 13  | 4      |  | Chris Porter     | Crewe Alexandra     |
| 13  |        |  | Callum Lang      | Oldham Athletic     |
| 13  |        |  | Andy Williams    | Northampton Town    |